# Estado y casa de Baza
El Estado y casa de Baza fue un señorío español del Reino de Granada, compuesto por el señorío de Enrique Enríquez de Quiñones de las villas de Orce, Cortes de Baza (1504) y Galera, además sus propiedades del Estado de Tahal y de las villas de la Tierra de Baza, estas últimas sin jurisdicción.
Tras la Guerra de Granada los Reyes Católicos conceden el señorío de Orce y Galera en 1492 a Enrique Enríquez de Quiñones de la casa de Enríquez, que participó en el cerco de Baza, que completó con diversas adquisiciones hasta principalmente hasta 1493 y en cuyo linaje permaneció hasta que a finales del siglo XVII pasó a los marqueses de Aguilafuente y posteriormente a los duques de Abrantes.

## El Estado de Tahal
Lo componían Tahal, Benitorafe, Alcudia de Monteagud, Benizalón, Chercos, Benixamuel, Alhabia de Filabres, Gemecid, Benimina, Benalguacil Alto, Benalguacil Bajo y Lucainena de las Torres, todas ellas compradas a su sobrino Fadrique Enriquez, además de Benitagla, Senés (adquirida a Juan Téllez Girón, conde de Ureña) y Castro de Filabres (donado después a Alonso de Cárdenas por los herederos de Enríquez).

## La Tierra de Baza
La componían Baza, Caniles, Freila, Zújar, Benamaurel, Cúllar, Laroya y Macael. Estas villas eran de realengo por lo que tenía la propiedad pero no la jurisdicción.

## Señores del Estado y Casa de Baza
Al morir Enrique Enriquez de Quiñones pasa a su nieto Enrique Enriquez "el Sabio" cuyo nombre real era Alonso. En 1538 pasa a Enrique Enriquez de Guzmán "el Gordo", después a Enrique Enriquez, nieto de Pedro Fajardo y Chacón que murió soltero en 1585 y pasó el señorío a su hermana Francisca Enríquez Fajardo, tercera mujer de Pedro López de Portocarrero, I marqués de Alcalá de la Alameda. El señorío pasó a su nieto Pedro de Zúñiga y Enríquez  IV marqués de Aguilafuente.